# Ядерный шантаж
Ядерный шантаж — внешнеполитическая доктрина, в которой государство-обладатель ядерного оружия путём запугивания и угрозы применения ядерного оружия пытается добиться от противника определённых действий в свою пользу.
По сути, этот политический (в том числе дипломатический) способ применения ядерного оружия является наиболее эффективным, однако действенным исключительно в отношении неядерных государств и государств, обладающих сравнительно неэффективным ядерным арсеналом. В случае применения доктрины ядерного шантажа в отношении другой ядерной державы неизбежно повышается риск эскалации конфликта и начала ядерной войны. Малоэффективен также шантаж в отношении неядерных государств, связанных с другой ядерной державой военным союзом.

## История
Примером ядерного шантажа является угроза Великобритании применить ядерное оружие против Китайской Народной Республики в случае, если КНР попытается силой овладеть Гонконгом. Угроза прозвучала в 1961 году, при этом Великобритания получила поддержку со стороны США.
В начале 1960-х годов американские стратегические бомбардировщики B-52 с ядерным оружием на борту начали патрулирование у границ СССР. Патрулирование продолжалось до 1968 года и являлось составной частью операции «Хромированный купол».
В октябре 1969 года президент США Ричард Никсон санкционировал проведение операции «Гигантское копьё», в ходе которой 18 стратегических бомбардировщиков B-52 с ядерным оружием на борту совершили вылет к границам СССР с целью убедить руководство СССР в решимости США победить в войне во Вьетнаме.
После начала «войны Судного дня», 9 октября 1973 года военно-политическое руководство Израиля приняло решение о применении ядерного оружия, и об этом решении было поставлено в известность руководство США. В следующие дни США начали оказание военной помощи Израилю в виде поставок вооружения и военной техники.
7 мая 1982 года, во время Фолклендской войны, премьер-министр Великобритании Маргарет Тэтчер угрожала президенту Франции Франсуа Миттерану применить ядерное оружие против Аргентины.
В 2000 году из неофициальных источников стало известно о плане правительства Израиля «Удар Давида» по созданию ядерных минных полей в районе Голанских высот, которые предполагается взорвать в случае наступления Сирии через границу.
После того, как в середине января 2008 года правительство Украины отправило в штаб-квартиру НАТО письмо за подписью трёх первых лиц государства — президента Украины Виктора Ющенко, премьер-министра Юлии Тимошенко и спикера парламента Арсения Яценюка — с просьбой предоставить Украине План действий по членству в НАТО, президент России В. В. Путин сообщил, что в случае, если военные базы блока НАТО и элементы противоракетной обороны США будут размещены на территории Украины, они могут стать целью для ядерного оружия России.
В феврале 2014 года депутат Верховной рады Украины от националистической партии «Свобода» Михаил Головко выступил с заявлением, что Украина может вернуть себе ядерный статус «в ответ на действия России в Крыму» и после «общаться по-другому». В марте 2014 года Украина объявила о намерении выйти из договора о нераспространении ядерного оружия, соответствующий законопроект был внесён на рассмотрении Верховной Рады депутатами фракций «Батькивщина» и «УДАР». 14 сентября 2014 года министр обороны Украины Валерий Гелетей заявил, что Украина «может восстановить статус ядерной державы, если её не поддержат западные страны». В 2015 году в документальном фильме Андрея Кондрашова «Крым. Путь на Родину» президент РФ Владимир Путин заявил, что он был готов привести в готовность ядерные силы страны в случае вмешательства «третьей стороны» в аннексию Крыма Российской Федерацией.
24 февраля 2022 года Владимир Путин в телеобращении объявил о вторжении России на Украину. Он предупредил, что любые вмешавшиеся страны получат последствия, с которыми они никогда не сталкивались в своей истории. 27 февраля Путин привел российские ядерные силы в состояние повышенной боевой готовности. Это было широко истолковано как угроза ядерной атаки. 13 марта 2024 года Путин заявил, что в техническом плане Россия готова к ядерной войне.